# Kopparö, Raseborg
Kopparö är en by i Finland. Den ligger på ön Skärlandet i kommunen Raseborg i landskapet Nyland, i den södra delen av landet, 80 km väster om huvudstaden Helsingfors.